# Stanka
Stanka (kyrillisch: Станка) ist ein weiblicher Vorname und Familienname.

## Herkunft und Bedeutung
1. Stanka ist ein aus einer mit dem slawischen Suffix -ka gebildeten Ableitung von Stanislav entstandener weiblicher Vorname und Familienname.[1]
2. Eine deutsche Variante des Namens ist Stanke.
3. Eine polnische Variante des Namens ist Stańko.

## Vorname
- Stanka Slatewa (* 1983), bulgarische Ringerin

## Familienname
- George Stanka (* 1982), deutscher Basketballspieler
- Karl Stanka (1883–1947), deutscher Maler